# Lac La Minerve
Lac La Minerve är en sjö i Kanada.   Den ligger i regionen Laurentides och provinsen Québec, i den sydöstra delen av landet, 100 km nordost om huvudstaden Ottawa. Lac La Minerve ligger 216 meter över havet. Arean är 6,6 kvadratkilometer. Den sträcker sig 6,9 kilometer i nord-sydlig riktning, och 3,5 kilometer i öst-västlig riktning.
I omgivningarna runt Lac La Minerve växer i huvudsak blandskog. Runt Lac La Minerve är det mycket glesbefolkat, med 3 invånare per kvadratkilometer.